# Nomi della Via Lattea
Questa è una lista dei nomi della Via Lattea in varie lingue. Alcuni di questi derivano da miti, citati alla voce Via Lattea (mitologia greca).

## Lista di nomi in varie lingue
- in arabo درب التبانة‎?, Darb Al-Tabana col significato di Via Lattea.
- Armeno: Յարդ զողի Ճանապարհ hard zoghi chanaparh "La via del ladro di paglia", da un mito armeno.[1]
- Berbero:
  - cabilo: abrid n walim [avrið bbʷalim] ("via della paglia")[2]
  - tashelḥit: aɣaras n-walim ("via della paglia")[3]; asif n ignwan ("fiume/vallone del cielo")[4]
  - tuareg mehellaw / malle / madel "quella che non è diritta"; tarrayt n Ayer "la strada che conduce all'Aïr" (Kel Denneg)
- Bulgaro: Млечен Път, "Via Lattea", tradotto dal latino.
- Catalano: Via Làctia "Via Lattea", tradotto dal latino; Camí de Santiago, "La via di Santiago".
- Ceca: Mléčná dráha "Via Lattea", tradotto dal latino.
- Cherokee: Gili Ulisvsdanvyi "La via del cane corrente", da un mito.
- Cinese: 銀河 "Fiume d'argento".
- Coreano: 은하 eunha "Fiume d'argento", dal cinese, o "미리내"(mirinae) in coreano puro. La Via Lattea è specificatamente chiamata Uri Eunha ("Nostra Galassia").
- Cornico: Hyns Sen Jamys "Via San Giacomo"[5]
- Croato: Mliječni Put "Via Lattea", tradotto dal latino. Tradizionalmente è chiamata Kumova slama (Paglia di Godfather)
- Danese: Mælkevejen.
- Estone: Linnutee "Via degli uccelli", da un mito ugro-finnico.
- Finlandese: Linnunrata "Via degli uccelli", da un mito ugro-finnico.
- Francese La voie lactée "La Via Lattea", tradotto dal latino.
- Gallese: Llwybr Llaethog "Via Lattea", tradotto dal latino Caer Wydion "Il Forte di Gwydion" (Gwydion).
- Georgiano: ირმის ნახტომი, irmis naxtomi, "Il salto del cervo".
- Giapponese: 天の川 amanogawa "Fiume celestiale".
- Greco: Γαλαξίας κύκλος Galaxias Kyklos "Circolo di latte", da un mito greco.
- in ebraico שביל החלב‎? "La Via Lattea", tradotto dal latino.
- Hindi: Akashaganga "Gange etereo", da un mito indiano.[1]
- Indonesiano: Bima Sakti "Magico Bima", un personaggio del Mahābhārata
- Inglese: Milky Way, "Via Lattea", tradotto dal latino.[6]
- Irlandese: Bealach na Bó Finne, "La via delle mucche chiare", o Slabhbra Luigh, "Catena di Lugh".
- Italiano: Via Lattea, tradotto dal latino.
- Islandese: Vetrarbrautin "La Via dell'Inverno".
- Latino: Via Lactea "Via Lattea", tradotto dal greco.
- Lituano: Paukščių Takas, Il sentiero degli uccelli
- Lettone: Putnu Ceļš, Il sentiero degli uccelli
- Maltese: Triq Sant'Anna, Strada di Sant'Anna
- Malay: Bima Sakti "Magico Bima", un personaggio del Mahābhārata
- Neerlandese: Melkweg "Via Lattea", tradotto dal latino.
- Norvegese Melkeveien "La Via Lattea"; Vinterbrauta "La Via dell'Inverno" (Nynorsk)
- Portoghese Estrada de Santiago, "La Via di Santiago" (usato solo nel portoghese europeo); Via Láctea "Via Lattea", tradotto dal latino.
- Polacco Droga Mleczna "Via Lattea", tradotto dal latino.
- Pugliese centrale: Strascine de Sande Jàchepe "Scia di San Giacomo", da un'antica novella pugliese.
- Romeno: Calea Lactee "Via Lattea", tradotto dal latino.
- Russo: Млечный путь Mlečnyj put' "Via Lattea", tradotto dal latino.
- Sardo: Sa bia de sa pagia, "La via della paglia".
- Serbo: Млечни пут Mlečni put "Via Lattea", tradotto dal latino;
- Slovacco: Mliečna cesta, tradotto dal latino
- Sloveno: Rimska cesta "La Via romana", poiché i pellegrini la seguivano per recarsi a Roma.
- Spagnolo: Via láctea "Via Lattea", tradotto dal latino; Camino de Santiago "La Via di Santiago".
- Svedese: Vintergatan "La Via dell'Inverno", poiché in Scandinavia è visibile verso nord anche in inverno, e sembra una strada innevata.
- Tedesco: Milchstraße "Via Lattea", tradotto dal latino
- Thai: ทางช้างเผือก "La via degli elefanti bianchi del buon augurio".
- Turco: Samanyolu "Via della paglia"
- Ucraino: Чумацький шлях "Via di Čumak"
- Ungherese: Hadak Útja "La via dei guerrieri", da un mito ungherese; in realtà è un termine antico, oggi si usa semplicemente "Tejút", col significato di "Via Lattea".
- Vietnamita: Ngân Hà "Fiume d'argento", tradotto dal cinese.

## Nomi comuni

### Sentiero degli uccelli
Il nome "Sentiero degli uccelli" è usato in alcune Lingue uraliche e turche e nelle Lingue baltiche.

### Via Lattea
Gran parte delle lingue europee hanno preso in prestito il nome "Via Lattea" direttamente o indirettamente dal Greco antico; tra queste anche il Latino e l'Italiano.

### Strada di Santiago
La Via Lattea fu tradizionalmente usata come guida per i pellegrini che viaggiavano per raggiungere il sito sacro di Compostela, da cui l'uso di "Strada di Santiago" come nome per la Via Lattea. Curiosamente, il termine "Via Lattea" è spesso utilizzato per riferirsi al cammino dei pellegrini verso Santiago.

### Fiume d'argento
Il nome cinese "Fiume d'argento" (銀河) è usato nell'Asia orientale, inclusi Corea e Vietnam. In Giappone, "Fiume d'argento" (銀河) significa galassia in generale.

### Fiume Celestiale
Il nome giapponese per la Via Lattea è "Fiume Celestiale" (天の川).

### Via della paglia
In gran parte dell'Asia centrale e dell'Africa, il nome della Via Lattea è legato alla parola che significa paglia. Fu importato dagli Arabi, che a loro volta lo presero in prestito dalla lingua armena.